# Torneo de Taiwán
El Taiwan Open es un torneo de tenis profesional de mujeres jugado en canchas duras al aire libre. Su primera edición se disputó en Kaohsiung, para la siguiente edición el torneo se trasladó a la ciudad de Taipéi. El evento está afiliado con las Asociación de Tenis de Mujeres (WTA), y es un torneo de nivel internacional en el circuito WTA.

## Campeonas

### Individual
| Año  | Campeona        | Finalista        | Resultado |
| ---- | --------------- | ---------------- | --------- |
| 2016 | Venus Williams  | Misaki Doi       | 6-4, 6-2  |
| 2017 | Elina Svitólina | Shuai Peng       | 6-3, 6-2  |
| 2018 | Tímea Babos     | Kateryna Kozlova | 7-5, 6-1  |

### Dobles
| Año  | Campeonas                    | Finalistas                        | Resultado      |
| ---- | ---------------------------- | --------------------------------- | -------------- |
| 2016 | Hao-Ching Chan Yung-Jan Chan | Eri Hozumi Miyu Kato              | 6-4, 6-3       |
| 2017 | Hao-Ching Chan Yung-Jan Chan | Lucie Hradecká Kateřina Siniaková | 6-4, 6-2       |
| 2018 | Yingying Duan Yafan Wang     | Nao Hibino Oksana Kalashnikova    | 7-6(4), 7-6(5) |